# Bythiospeum wiaaiglica
Bythiospeum wiaaiglica е вид охлюв от семейство Hydrobiidae. Видът е критично застрашен от изчезване.

## Разпространение и местообитание
Разпространен е в Австрия.
Обитава скалистите дъна на сладководни басейни.